# Свети Андрей (Диапорос)
„Свети Андрей“ (на гръцки: Αγίου Ανδρέα) е раннохристиянска църква, чиито останки са на остров Диапорос, срещу село Вурвуру на полуостров Ситония, Гърция.

## Описание
Църквата е построена в местността Крифто (в превод Скрито). Датира около 500 година и така е най-старата християнска църква на Ситония. Църквата е базилика, построена с варовик и мрамор, докарани отдалеч, което говори за икономическия просперитет в региона. Впечатляващи са и теракотените християнски гробници, датирани от IV век до катастрофалното нашествие на хуните в 540 г., което заедно с последвалите славянски нападения и силните земетресения през VII век води до изчезване на християнското население на острова.
В архитектурно отношение храмът е трикорабна базилика с голяма олтарна ниша. Размерите са 18 Χ 12,90 m. Стените със стенописи са запазени на височина от 1 до 7 m. В зидарията повторно са използвани мраморни архитектурни елементи от други сгради.
В 1995 година църквата, некрополът, сградата на провлака и останките от селището са обявени за паметник на културата.